# Super Mario Stadium Family Baseball
Mario Super Sluggers (en japonès Super Mario Stadium Family Baseball) és un videojoc de beisbol creat per Namco Bandai i NOW Productions per la consola de Nintendo, Wii. És un joc més de la sèrie de jocs esportius d'en Mario i és la seqüela del joc Mario Superstar Baseball per la Nintendo Gamecube.

## Jugabilitat
L'estil de joc és molt similar al del seu predecessor i la gran diferència es presenta als controls. El comandament de la Wii amplia les possibilitats de joc, ja que es bateja movent el comandament com si fos un bat i es llança la pilota movent el comandament de diferents maneres per llançar amb diferents estils.

### Personatges
- Els personatges que ja estaven a Super Mario Stadium Baseball són:
  - Mario
  - Luigi
  - Peach
  - Daisy
  - Yoshi
  - Birdo
  - Wario
  - Waluigi
  - Donkey Kong
  - Diddy Kong
  - Dixie Kong
  - Bowser
  - Bowser Jr.
  - Baby Mario
  - Baby Luigi
  - Toad
  - Toadette
  - Toadsworth
  - Koopa Troopa
  - Paratroopa
  - Goomba
  - Paragoomba
  - Magikoopa
  - Boo
  - King Boo
  - Dry Bones
  - Monty Mole
  - Petey Piranha
  - Shy Guy
  - Hammer Bro.
  - Pianta
  - Noki

- I els nous personatges són:
  - Donkey Kong Jr.
  - King K. Rool
  - Funky Kong
  - Tiny Kong
  - Wiggler
  - Baby Peach
  - Blooper
  - Baby Donkey Kong
  - Baby Daisy
  - Mii

## Webs d'interès
- Preview del joc a Jeux-France
- Tràiler dels controls en japonès a Gametrailers
- Web oficial de Nintendo (castellà)
- Web oficial de Nintendo (anglès)